# I Want You (album Marvin Gaye)
I Want You è il diciottesimo album di Marvin Gaye, uscito nel 1976.

## Tracce
1. I Want You (Ware/Ross)
2. Come Live with Me Angel (Hillard/Ware)
3. After the Dance (instrumental) (Ware/Ross/Gaye)
4. Feel All My Love Inside (Ware/Ross/Gaye)
5. I Wanna Be Where You Are (Ware/Ross)
6. I Want You (Intro Jam) (Ware/Ross)
7. All the Way Round (Ware/Ross)
8. Since I Had You (Ware/Ross/Gaye)
9. Soon I'll Be Loving You Again (Ware/Ross/Gaye)
10. I Want You (Jam) (Ware/Ross)
11. After the Dance (Vocal) (Ware/Ross/Gaye)